# Comptiq
Comptiq (jap. コンプティーク, Komputīku) ist ein japanisches Computerspiele- und Manga-Magazin, das sich an ein junges männliches Publikum richtet und daher zu den Seinen-Magazinen gezählt wird. Es widmet sich vor allem Computerspielen beziehungsweise Visual Novels, in denen Bishōjo im Zentrum stehen, sowie deren Manga-Adaptionen. Es erscheint monatlich seit 1983 beim Verlag Kadokawa Shoten. 2009 wurden jeden Monat 74.000 Exemplare verkauft. War es zunächst ein PC-Magazin, wandelte es sich später zum Magazin über Computerspiele und nahm auch Mangaserien auf. Seit 2005 gibt es mit Comp Ace ein Schwestermagazin, das in erster Linie Mangas enthält. 

## Manga-Serien (Auswahl)
- .hack//Legend of the Twilight von Tatsuya Hamazaki und Rei Izumi
- Air von Key und Yukimaru Katsura
- Black Rock Shooter: The Game von TNSK
- D.C. – Da Capo von Natsuki Tanihara
- D.C.III ~Da Capo III~ von Tororo und Yuka Kayura
- ef – a fairy tale of the two another tale von Mikage, Yū Kagami, Naru Nanao, 2C Galore und Shōna Mitsuishi
- KanColle side:Kongō von Sasayuki
- Lucky Star von Kagami Yoshimizu
- Miyakawa-ke no Kūfuku von Kagami Yoshimizu
- Nichijou von Keiichi Arawi
- Seitokai no Ichizon: Nya von Sorahiko Mizushima
- Shuffle! von Shiroi Kusaka
- Yami to Bōshi to Hon no Tabibito – Romance von Aya Sakurai